# ワールドメディカルカード
ワールドメディカルカード（World Medical Card、略称WMC）は、創設者（Arne Veidung、ジュネーヴ在住、オーナー株主、企業家、投資家）が医療情報ミスによる友人の突然の死をきっかけとして、同様の事故を防ぐ目的で開発させた救急医療カードです。スイス・ジュネーブに本部を置き、現在、アメリカ合衆国、ノルウェー、スウェーデン、デンマーク、ドイツ、ギリシャ、イギリス、フランス、オランダ、ベルギー、ルクセンブルク、そして日本などにネットワークを築き、現在も世界に拡大している。
日本では、World Medical Center Japan株式会社が代表している。

## カードの内容
WMCardには、以下の内容が記載され、特に重要な病名、服用薬の情報には、英語のほかにWHOの国際医療コード（ICD-10,ATC）も併記される。利用者がカードを常に携帯することによって、緊急時に医師が適切な処置を施すことが可能となる。
1. 個人の情報（氏名）
2. 病名（慢性疾患など）
3. 臓器提供の意思表示
4. 服用薬
5. アレルギー反応
6. その他の情報（血液型、既往症、手術歴、健康保健の情報などを自由に記録）
7. メディカルアクセス（医師がインターネットから患者のメディカルWebを閲覧できる）ログインIDとパスワード
8. 緊急時連絡先（近親者、かかりつけ医師などの連絡先）